# St. Veit in Defereggen
St. Veit in Defereggen ist eine Gemeinde mit 616 Einwohnern (Stand 1. Jänner 2025) im österreichischen Bundesland Tirol, Bezirk Lienz (Osttirol). Das Gemeindegebiet umfasst das mittlere Defereggental sowie einige Nebentäler. Fast ein Viertel des Gemeindegebietes gehört zum Nationalpark Hohe Tauern.
Die Besiedlung erfolgte ab etwa 200 n. Chr. durch Bauern aus dem Virgental, die zunächst die sonnigen Hänge als Sommerweiden für ihr Vieh nutzten. Bis ins 15. Jahrhundert lebte die Bevölkerung hauptsächlich von Landwirtschaft und Viehzucht, danach war der Bergbau lange Zeit bestimmend. Heute ist der Tourismus die Haupteinnahmequelle der Bevölkerung. Politisch gehörte St. Veit früher zu Salzburg. Diese Zugehörigkeit begann Anfang des 13. Jahrhunderts und endete erst im Jahr 1803. Urkundlich erstmals erwähnt wird St. Veit im Jahr 1313.

## Geografie

### Lage
St. Veit liegt im mittleren Defereggental in südlicher Hanglage auf einer Höhe von 1.495 m ü. A. und ist die höchstgelegene Gemeinde Osttirols. Bedingt durch die Lage auf der „Sonnenseite“ des Tals konnten in der Vergangenheit sogar Getreide und Kartoffeln angebaut werden. Jedoch kommt es auch in den Sommermonaten vor, dass Schnee fällt. Das Defereggental wird von der Schwarzach durchflossen. Die Gemeinde erstreckt sich über mehrere Weiler und Höfe im Tal und an den Hängen. Ortsnamen wie Gsaritzen, Gritzen oder Görtschach sind slawischer Herkunft.

### Gemeindegliederung
| Katastralgemeinden                 | Ortschaften in der Gemeinde |
| ---------------------------------- | --- |
| St. Veit in Defereggen (61,48 km²) | Bruggen (R) Feld (R) Mentlerboden (R) Raut (R) Schnall (R) Tönig (R) Gassen (R) Görtschach (R) Außeregg (W) Zotten (W) Gritzen (R) Osing (W) Gsaritzen (ZH) Oberholz (ZH) St. Veit in Defereggen (D) Moos (R) Bergl (W) Mellitz (W) |
| Legende                            | |

| In der Spalte Katastralgemeinden sind sämtliche Katastralgemeinden einer Gemeinde angeführt. In der Klammer ist die jeweilige Fläche in km² angegeben. |
| In der Spalte Ortschaften sind sämtliche von der Statistik Austria erfassten Siedlungen, die auch eine eigene Ortschaftskennziffer aufweisen, angeführt. In der Hierarchieebene derselben Spalte, rechts eingerückt, werden nur Ansiedlungen, die mindestens aus mehreren Häusern bestehen, dargestellt. Die wichtigsten der verwendeten Abkürzungen sind: - M = Hauptort der Gemeinde - Stt = Stadtteil - R = Rotte - W = Weiler - D = Dorf - ZH = Zerstreute Häuser - Sdlg = Siedlung - Hgr = Häusergruppe - E = Einzelgehöft (nur wenn sie eine eigene Ortschaftskennziffer haben) Die komplette Liste der Statistik Austria ist in: Topographische Siedlungskennzeichnung nach STAT Zu beachten ist, dass manche Orte unterschiedliche Schreibweisen haben können. So können sich Katastralgemeinden anders schreiben als gleichnamige Ortschaften bzw. Gemeinden. Quelle: Statistik Austria – |

| Bevölkerungsverteilung 2001 | Bevölkerungsverteilung 2001 |
| --------------------------- | --------------------------- |
| Bruggen                     | 269                         |
| Görtschach                  | 155                         |
| Gassen                      | 009                         |
| Gritzen                     | 127                         |
| Gsaritzen                   | 132                         |
| Moos                        | 099                         |

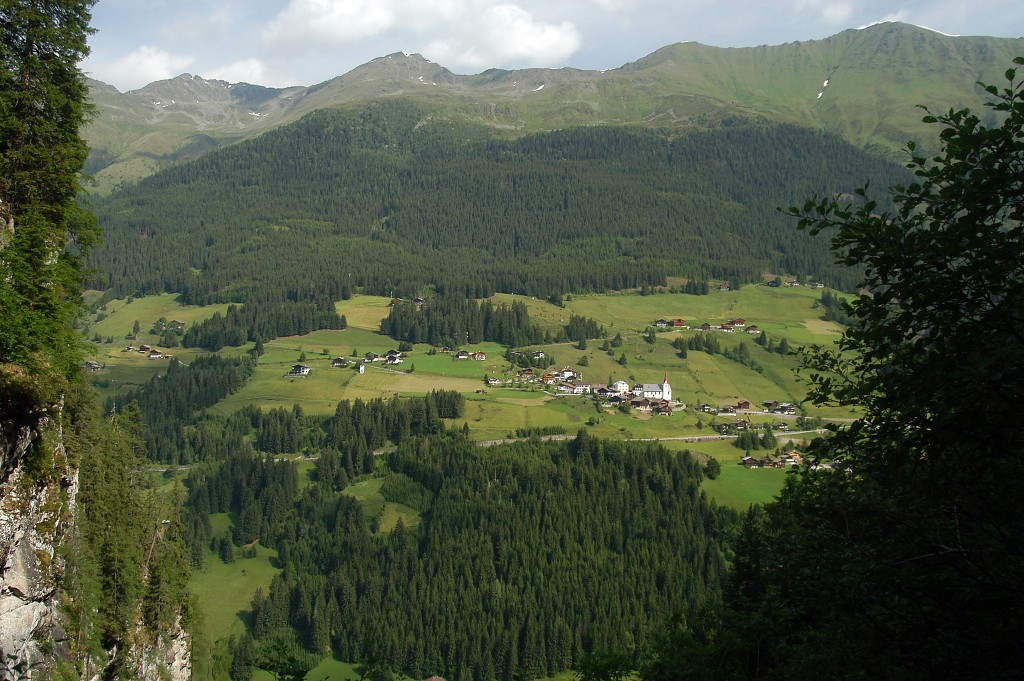
St. Veit in Defereggen (Blick von der gegenüberliegenden Talseite)

Die Gemeinde St. Veit gliedert sich in die sechs Fraktionen Bruggen, Görtschach, Gassen, Gritzen, Gsaritzen und Moos. Die größte Fraktion ist Bruggen. Sie liegt gänzlich im Tal. Zu ihr gehören die Ortsteile Rauth, Bruggen, Feld, Schnall, Abersboden und Mentlerboden. Hier schließt sich die Fraktion Gritzen an. Noch im Tal liegen die Ortsteile Osing und Zotten. Am Hang liegen Inneregg, Untergritzen und Obergritzen. Ebenfalls im Tal, im Ortsteil Zotten liegt die Fraktion Görtschach. Auch Görtschach liegt zum Teil am Hang. Zu Görtschach gehören die Weiler Außerzotten, Scheibelrauth, Kurzthal, Unteregg, Außeregg, Ratschitsch und Linden. Das Zentrum von St. Veit selbst gehört zur Fraktion Gsaritzen. Diese Fraktion liegt bereits auf einer Höhe von 1500 bis 1650 m. Hier liegen die Höfe Prozent und Oberholz. Talauswärts, im Osten des Gemeindegebiets liegt die Fraktion Moos. Zu ihr gehören die Weiler Mellitz, Bergl, Unterbergl, Gampele, Moos, Köfele und Birk. Die kleinste Fraktion ist Gassen. Gassen wurde erst 2007 mit einer Straße erschlossen. Gassen besteht aus der Rotte Gassen und der Einschicht Stemmering. Durch Gassen führt der Natur- und Kulturlehrweg Leben am Steilhang eingerichtet vom Nationalpark Hohe Tauern.
Im Zentrum auf einer Höhe von 1500 m befindet sich die Pfarrkirche, die dem Heiligen Veit gewidmet und seit 1313 belegt ist, das Pfarrhaus, das Gemeindeamt, eine zweiklassige Volksschule und ein Gasthof. Vor Jahren geschlossen wurden das Postamt und das Lebensmittelgeschäft.

### Nachbargemeinden
Zu den Gemeinden im Norden und im Süden existieren keine Straßenverbindungen.
|                 | Virgen                                      | Matrei          |
| St. Jakob       | Kompassrose, die auf Nachbargemeinden zeigt | Hopfgarten      |
| Innervillgraten |                                             | Außervillgraten |

### Flächennutzung
Ein Großteil des Gemeindegebietes wird land- bzw. forstwirtschaftlich genutzt. Jedoch gibt es nur noch wenige haupt- bzw. nebenerwerbliche Betriebe. Bereits 1999 wurden 84 % der Fläche durch Betriebe juristischer Personen bewirtschaftet, 5 % der Fläche durch Haupterwerbsbetriebe und 11 % durch Nebenerwerbsbetriebe. 22 % des Gemeindegebietes liegen im Nationalpark Hohe Tauern.

## Geschichte

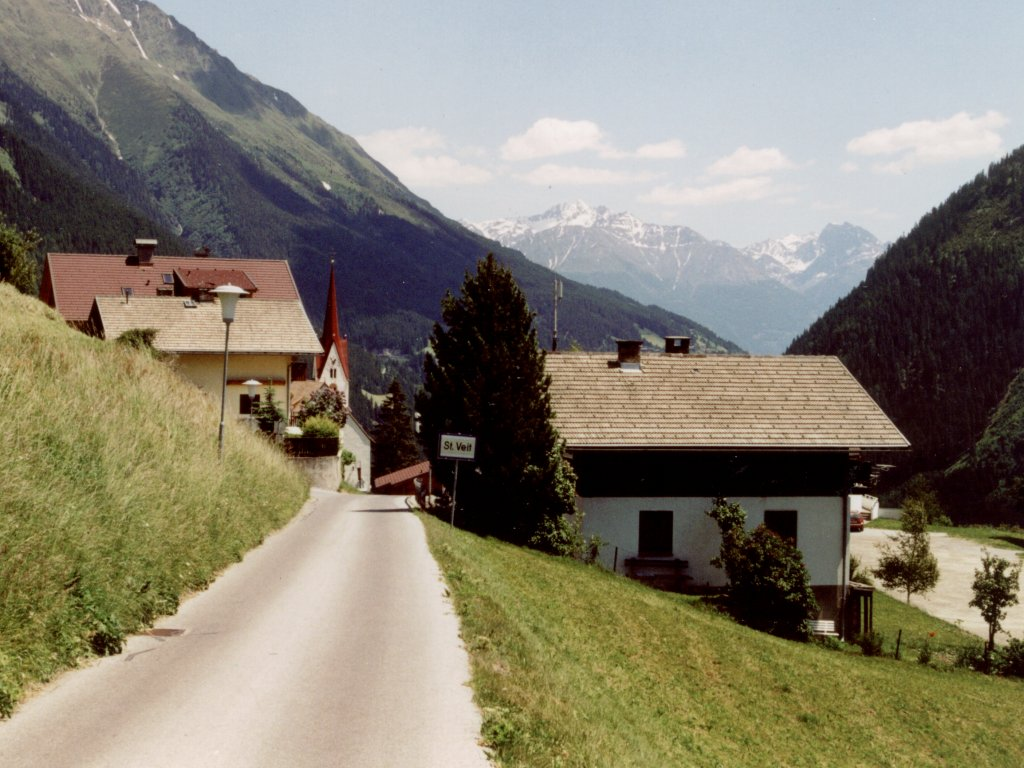
St. Veit mit Blick auf den Hochschober (2001)

### Besiedlung
Erste Spuren einer Besiedlung sind Funde römischer Keramik und eine Beinnadel, die bei Ausgrabungen in der Kirche St. Veit gefunden wurde. Zusätzlich wurde in Feld eine vermutlich römerzeitliche Spinnwirtel gefunden. Diese Funde sind heute im Museum Zeitreise Defereggental in St. Jakob ausgestellt. Besiedelt wurde St. Veit im Mittelalter von einwandernden Slawen. Zunächst nutzten sie ausgehend vom Virgental die sonnigen Hänge oberhalb von St. Veit als Sommerweide für ihr Vieh. Noch heute erhaltene Flurnamen deuten auf diese Besiedelung hin. Später wanderten durch die Christianisierung des Alpenraumes zunehmend Siedler aus bajuwarischen Gebieten ein. Da mehr Siedlungsraum benötigt wurde, wurde zunehmend auch der Talbereich des Defereggentals besiedelt.

### Erste Erwähnung

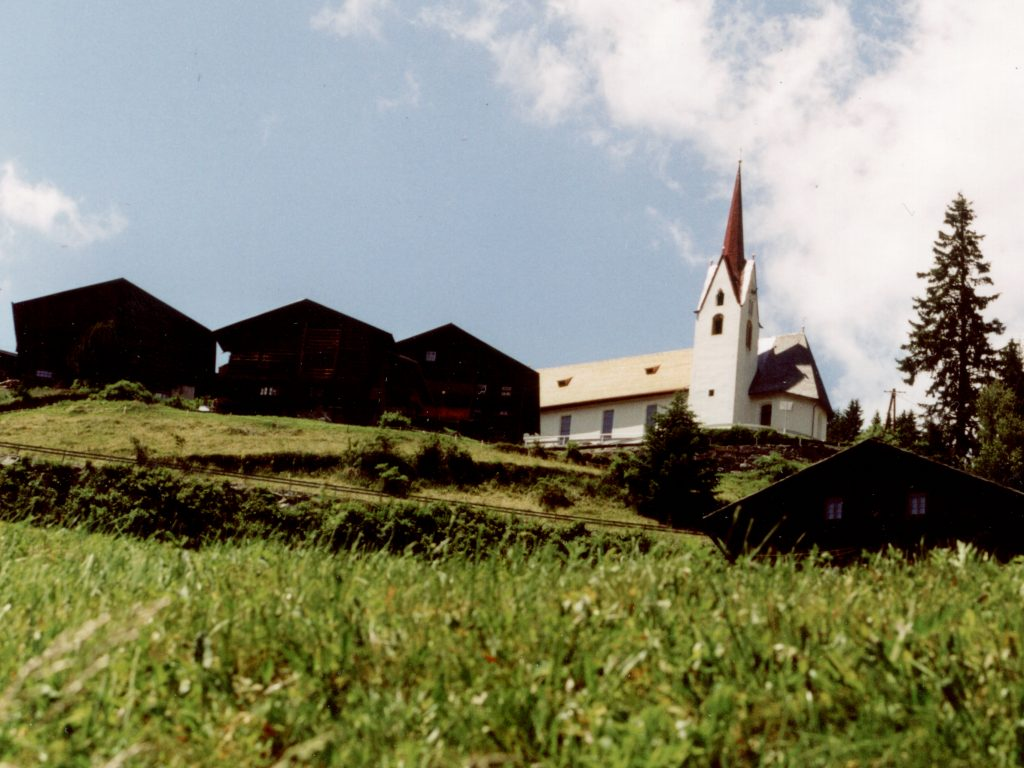
St. Veit aus Richtung Tal (2001)

Urkundlich wird ein Pfarrer von St. Veit und damit der Ort erstmals 1313 erwähnt. Zu dieser Zeit gehörte die Gemeinde kirchlich und politisch zum Erzbistum Salzburg. Die Zugehörigkeit endete erst im Jahr 1803. St. Veit war jedoch nicht selbständig, sondern als Kuratie mit eigenem Priester finanziell und rechtlich von Windisch-Matrei abhängig. Die Pfarrkirche zum Hl. Vitus wurde Anfang des 15. Jahrhunderts errichtet und ist somit das älteste erhaltene Gebäude der Gemeinde. Jedoch sind auch einige sehr alte Holzhäuser noch erhalten wie etwa ein altes Futterhaus in Gassen mit der Jahreszahl 1502 an einem Holzbalken.

### Bergbau und Hausierer
Der Bergbau erreichte im späten Mittelalter auch St. Veit. Durch ihn stieg die Bevölkerung Ende des 15. Jahrhunderts bis auf 2.000 Einwohner an. Zahlreiche Stollen wurden im Gemeindegebiet angelegt. Noch heute existieren zwei Probestollen in der Nähe der Rotte Osing.
Die stark angewachsene Bevölkerung konnte nun nicht mehr allein durch Land- und Viehwirtschaft ernährt werden, zumal mit zunehmender Erschöpfung der Lagerstätten auch der Bergbau nicht mehr die nötigen Einnahmen brachte. So stiegen immer mehr Talbewohner in das Hausierergeschäft ein, welches bereits seit dem 17. Jahrhundert erwähnt wird. Zumeist in den Wintermonaten verließen viele Männer das Tal, um auf Reise zu gehen. Dieser Handel streckte sich schließlich von Hamburg bis Ägypten und von Paris bis Moskau. Die Durchführung dieser Unternehmungen erfolgte in Gesellschaften, genannt Kompanien und der erzielte Gewinn wurde nach der Höhe der Einlage, den Kenntnissen und Fertigkeiten der Gesellschafter verteilt.
Um circa 1820 erfuhr der Hausierhandel durch die Aufnahme von Krainer Strohhüten eine bedeutende Ausdehnung. Diese billige Ware wurde um circa 1850 durch feinere italienische Erzeugnisse aus Bassano und Marostica in Venetien, die sogenannten „Venezianerhüte“, abgelöst. Die Wirren während der Revolution von 1848 führten im Vormärz zu einer schweren Krise des Hausierhandels. Die Gesellschaften waren daher gezwungen, die bisherige Handelsform zu ändern und in verschiedenen Städten ständige Geschäfte zu errichten.
Ein wirtschaftlich sehr wichtiges und bekanntes Gut war der Deferegger Strohhut, der später zunehmend in Manufakturen außerhalb des Defereggentals in ganz Österreich-Ungarn hergestellt wurde. Bekanntes Defereggener Unternehmen war P. Ladstätter & Söhne, welches sogar k.u.k. Hoflieferant wurde.

### Ausweisung der Deferegger Protestanten
Vermutlich durch die Bergknappen oder auch durch die Reisen der Hausierer hielten die Lehren Martin Luthers um 1600 Einzug in das Defereggental. Nachdem 1666 der Salzburger Erzbischof Max Gandolf von Kuenburg Kenntnis über das Vorhandensein der Protestanten erhalten hatte, folgten Befragungen und Verhöre. 1684 wurde ein Anführer der Protestanten festgenommen. Daraufhin zogen 70 Bauern nach Matrei und stellten entsprechend den Bestimmungen des Westfälischen Friedens das Gesuch, an ihrer Lehre festhalten zu können oder das Land verlassen zu dürfen. Vom Erzbischof wurden sie daraufhin aufgefordert, zum katholischen Glauben zurückzukehren oder sich auf die Ausweisung vorzubereiten. Entgegen den Bestimmungen des Westfälischen Friedens wurden ihnen nur 36 bzw. 50 Tage statt drei Jahre gegeben, sich auf die Ausweisung vorzubereiten und ihre Habe zu verkaufen. Im Dezember 1684 mussten die ersten Deferegger das Tal verlassen. Kinder, die jünger als 15 Jahre waren, durften die Eltern nicht begleiten. Diese sollten im Tal bleiben und im katholischen Glauben erzogen werden. Fast 620 Erwachsene wurden zur Ausreise gezwungen, 290 Kinder mussten zurückbleiben. Viele von ihnen wurden jedoch später von ihren Eltern aus dem Tal entführt.
Die Vertreibung der Deferegger Protestanten 1684/85 verteilte sich im Gemeindegebiet wie folgt (in Klammer zurückgelassene Kinder): Moos 26 (8), Gsaritzen 6 (0), Gritzen 7 (5), Gassen 49 (18), Feld und Bruggen 147 (100). Endgültig erlosch der Protestantismus im Tal jedoch erst Anfang des 18. Jahrhunderts.

### St. Veit im 20. Jahrhundert
Die Gründung von Manufakturen zur Herstellung des Deferegger Strohhuts und auch von Uhrenfabriken führte zu einer verstärkten Abwanderung der Bevölkerung im 19. Jahrhundert. Jedoch wurden durch die verstärkten Kontakte auch neue Einflüsse ins Tal gebracht. Ende des 19. Jahrhunderts wurde das Defereggental von Huben aus mit einer Straße erschlossen. Hierdurch erlebte auch der Tourismus einen ersten Aufschwung. Mittlerweile ist der Tourismus der wichtigste Erwerbszweig im Tal geworden. Die Gemeinde bekam ihr erstes Postamt 1870 im Weiler Zotten. 1987 wurde es nach St. Veit verlegt und 2002 geschlossen. Erst im Zweiten Weltkrieg konnte die Straße nach St. Veit fertiggestellt werden. Der Bau hatte bereits in den 1930er Jahren begonnen.
Hochwasserkatastrophe 1965
Nachdem es Anfang September mehrere Tage stark geregnet hatte, löste sich in der Nacht zum 3. September 1965 im Weiler Gassen eine Mure. Diese traf ein Doppelhaus, in dem sich aufgrund seiner bis dahin als sicher gegoltenen Lage 16 Einwohner versammelt hatten. Sechs Menschen starben, drei hatten das Haus vorher verlassen, sieben konnten geborgen werden. Als Folge dieses Ereignisses zogen die überlebenden Bewohner bis auf ein Geschwisterpaar fort. Auch im Tal mussten Häuser in der Nähe der Schwarzach evakuiert werden, Höfe waren nicht mehr erreichbar, da das Hochwasser die Wege überflutete. Mehrere Häuser und die St. Johannes-Kapelle in Bruggen wurden zerstört. In der Dokumentation „Unterwegs nach ... Heimat“ von 2004 wurde die Katastrophe filmisch aufgearbeitet. Der Dokumentarfilm wurde mit dem Romy 2005 ausgezeichnet.

## Kultur und Sehenswürdigkeiten

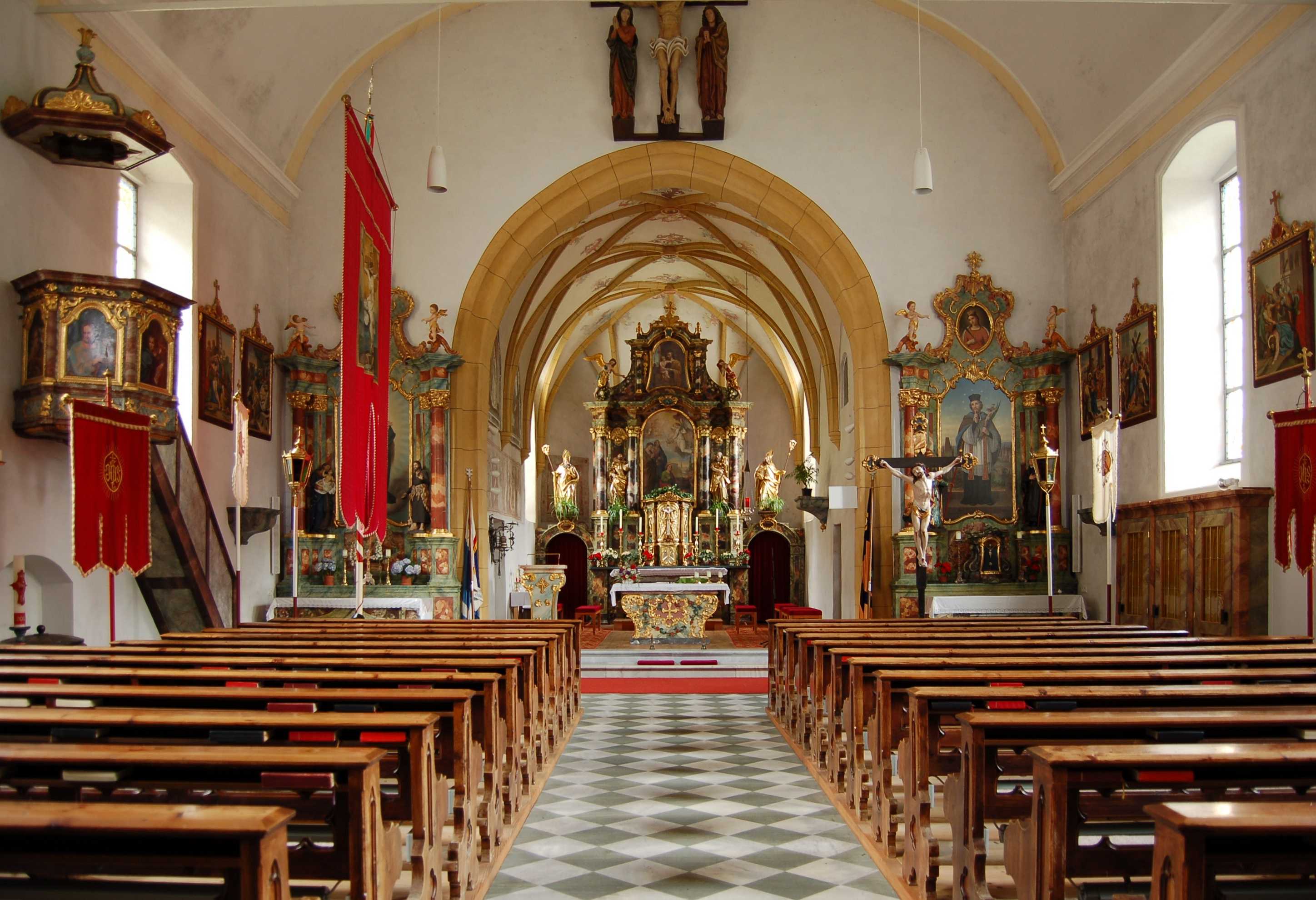
Innenraum der Pfarrkirche St. Veit in Defereggen

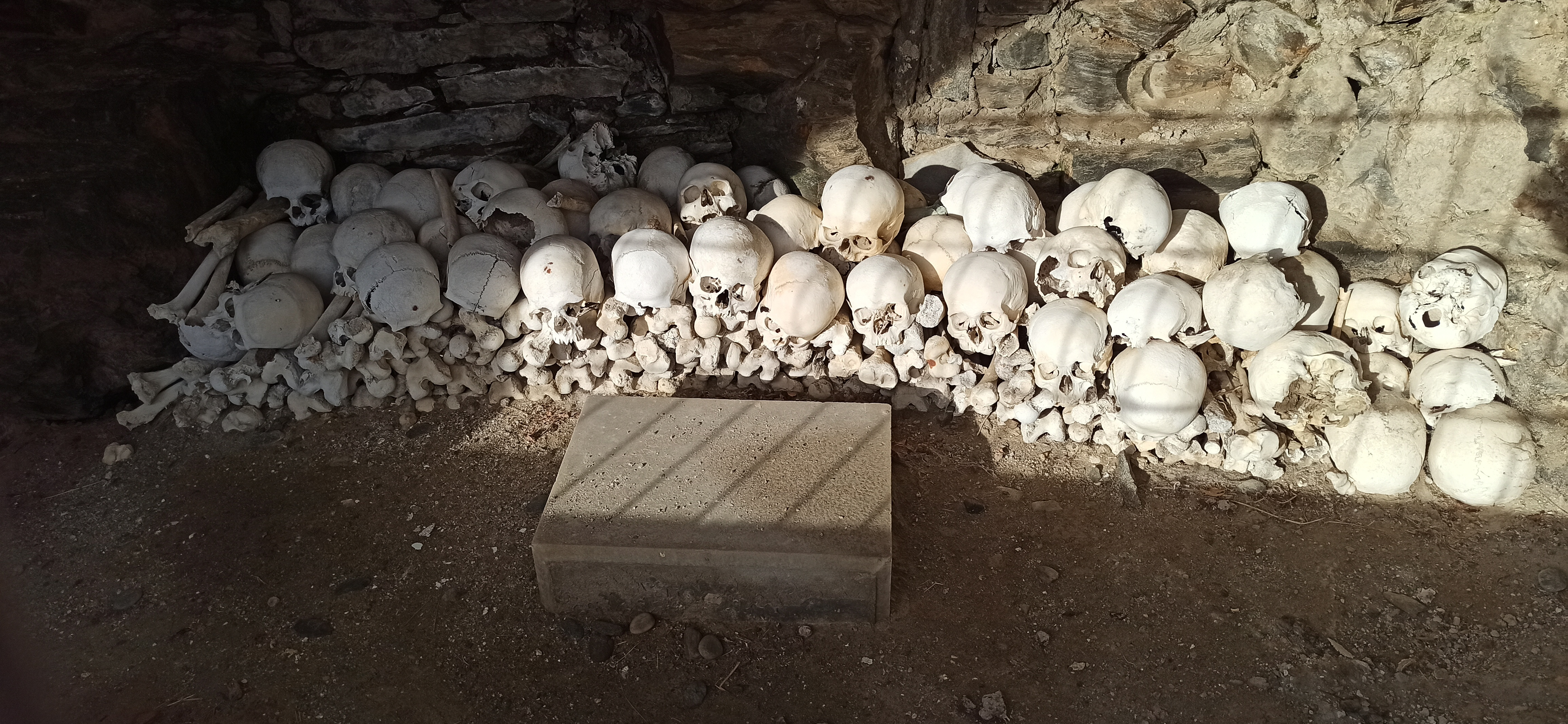
Gruft bei der Pfarrkirche

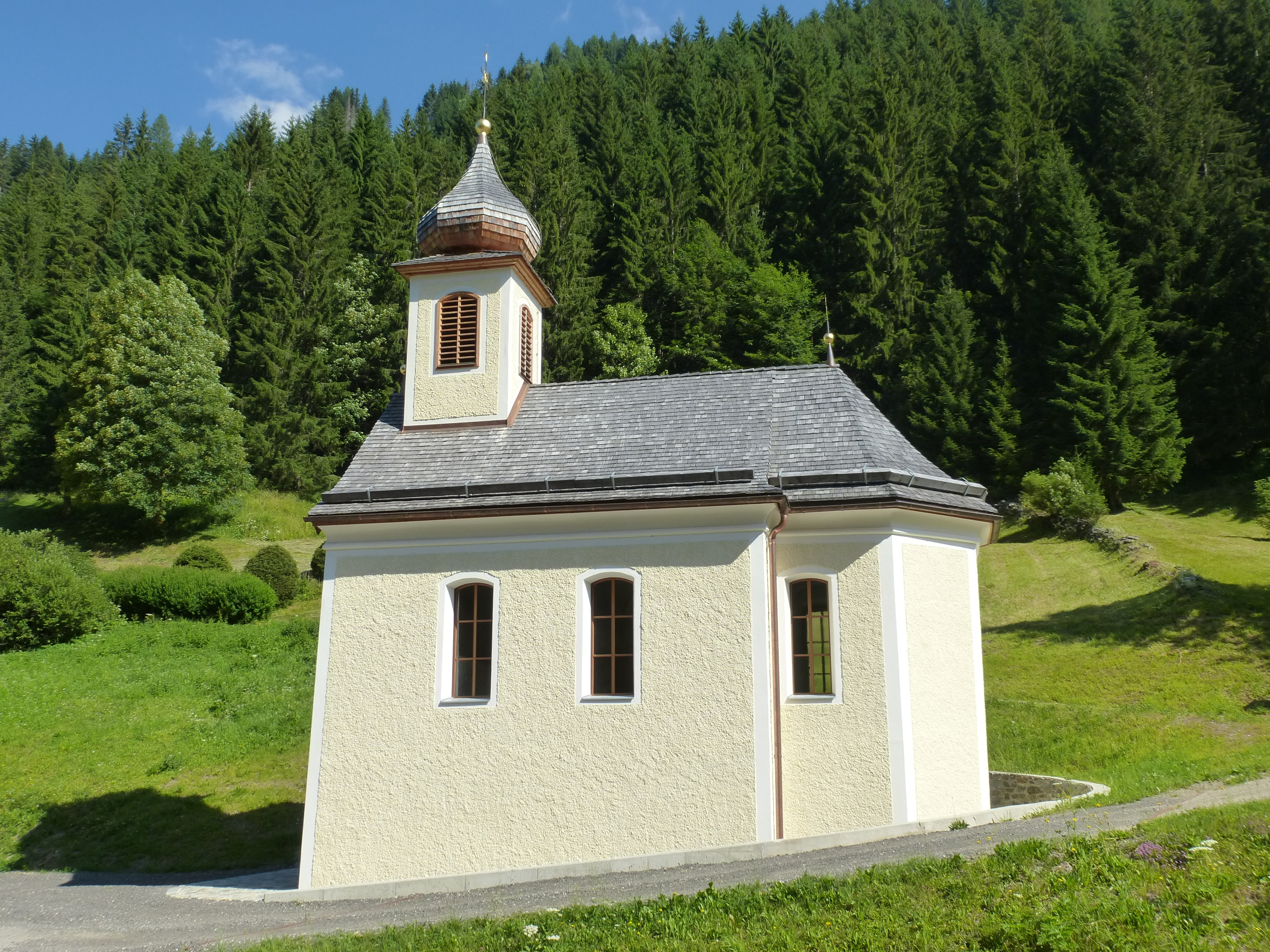
Zottenkirchl

- Katholische Pfarrkirche St. Veit in Defereggen: Die dem Heiligen Vitus geweihte Pfarrkirche wird 1313 erstmals erwähnt und im Jahr 1891 zur Pfarrkirche erhoben. Im Jahr 2002 wird sie nach einer umfangreichen Innen- und Außenrenovierung wieder geweiht.[6]
- Zottenkirchl

## Wirtschaft und Infrastruktur
Im Jahr 2011 waren in der Landwirtschaft dreißig Personen beschäftigt, im Produktionssektor neun und im Dienstleistungssektor 46. Fast die Hälfte der Dienstleister arbeitete im Bereich Beherbergung und Gastronomie, ein Drittel in sozialen und öffentlichen Diensten.
Von den rund 270 Erwerbstätigen, die in St. Veit wohnen, arbeiten siebzig im Gemeindegebiet, zweihundert Personen pendeln aus. Fünfzehn Erwerbstätige kommen aus der Umgebung, um in St. Veit zu arbeiten (Stand 2011).

## Politik

### Gemeinderat
Der Gemeinderat besteht aus elf Mitgliedern, die alle sechs Jahre im Zuge der Tiroler Gemeinderatswahlen gewählt werden.
| Partei                                                                  | 2022    | 2022    | 2022    | 2016    | 2016    | 2016    |
| Partei                                                                  | Prozent | Stimmen | Mandate | Prozent | Stimmen | Mandate |
| ----------------------------------------------------------------------- | ------- | ------- | ------- | ------- | ------- | ------- |
| Mia fa enk olle (MFEO)                                                  | 47,27   | 182     | 6       |         |         |         |
| Gemeinsam für unser St. Veit mit Bürgermeister Vitus Monitzer (GEMVEIT) | 25,71   | 99      | 3       | 44,89   | 158     | 5       |
| Vorwärts – gemeinsam für St. Veit (VORWÄRTS)                            | 14,29   | 55      | 1       |         |         |         |
| Gemeinschaftsliste St. Veit (GSV)                                       | 12,73   | 49      | 1       |         |         |         |
| Liste 3 „Für St. Veit“                                                  |         |         |         | 36,36   | 128     | 4       |
| Mit uns in St. Veit                                                     |         |         |         | 18,75   | 66      | 2       |

### Bürgermeister
Die Bürgermeister seit 1918 sind:
- 1918 – 1920: Alois Weißkopf
- 1920 – 1922: Leonhard Ladstätter
- 1922 – 1928: Anton Stemberger
- 1928 – 1945: Johann Planer
- 1945 – 1959: Johann Prast
- 1959 – 1965: Otto Stemberger
- 1965 – 1971: Peter Stemberger
- 1971 – 1998: Rudolf Obkircher
- seit 1998 Vitus Monitzer[12]

### Wappen
1975 wurde der Gemeinde von der Tiroler Landesregierung ein Wappen verliehen. Es zeigt den heiligen Vitus, den Namenspatron der Gemeinde. Entsprechend seiner Legende befindet er sich in einem Ölkessel über roten Flammen, die Märtyrerpalme in der linken Hand tragend, seine rechte Hand ist erhoben. Das Wappen zeigt ihn in schwarzer Farbe auf goldenem Schild. Auch die Gemeindeflagge zeigt die Farbkombination Schwarz-Gelb.

### Gemeindepartnerschaften
- Sexten (Südtirol)

## Persönlichkeiten

### Söhne und Töchter der Gemeinde
- Reimmichl (Sebastian Rieger) (1867–1953), römisch-katholischer Priester und Dichter
- Josef Stemberger (1890–1947), Konsulent, Wirtschaftsjurist und Politiker (ÖVP)